# Halottkultusz
A halottkultusz olyan vallási tanítás és gyakorlat, amely a halottak tiszteletére összpontosít, és amelyben azt gondolják, hogy az élők közbenjárhatnak a túlvilágra került halottak lelkei számára vagy kiengesztelhetik szellemeiket. A rituálékat vagy a rokonuk vagy a papok egy osztálya végezte, amelyet kineveztek és megfizettek a végrehajtására. Ezekre a rituálékra a halottak sírhelyeinél vagy az erre a célra kijelölt halotti templomokban került sor. A halottkultusz sok egykori kultúrában megtalálható volt és még ma is felfedezhető egyes népeknél.

## Egyiptom
A halottkultuszok különösen az ókori Egyiptomhoz kapcsolódnak. A kultusz célja az volt, hogy keresztülsegítse a halottat a végítéleten, s eljuttassa Ozirisz országába, ahol Ozirisszá válik vagy Ozirisszel egyesül. A feltámadás magától értetődő reménység volt, azonban nem a testi feltámadást foglalta magában. A test bebalzsamozása, mumifikálása főként azért történt, hogy ha a léleknek a testre szüksége volna, az rendelkezésére álljon. Hitük szerint a halott Bá-ja időnként visszaszállt a sírba, és az egyén csak akkor léphette át a túlvilág kapuját, ha testét megőrzi az öröklét számára. Ezért gyakori volt, hogy az uralkodókat és előkelő személyeket mumifikálták, hogy romlatlanul őrizzék meg a testüket a másvilágba vezető úton. A múmiát test alakú koporsóba tették, és a halott használati tárgyaival együtt díszes temetési menetben a holtak városába (temetőbe) kísérték. A sír előcsarnokában előadták Ozirisz életre keltésének mítoszát, azután elhelyezték a múmiát a belső kamrában. A gyászolók ezután halotti tort tartottak. Az elhunytról a temetés után is gondoskodtak, nehogy a Ká éhen vagy szomjan haljon, esetleg kísértetként kóboroljon a világban.
A halotti templomok körzeteiben kialakult az a papi réteg, melynek kizárólagos feladata a halottnak szánt áldozatok bemutatása, s a többi kultikus cselekedet. Vagyis kifejezetten az istenkirályok kultuszai tették nélkülözhetetlenné egy olyan rétegnek a megjelenését, amely már kizárólag csak ezzel foglalkozott főállásban. Talán a Halottak Könyve első változatai is ekkor készültek.

## Római Birodalom
A Római Birodalomnak szintén volt halottkultusza.

## Mezopotámia
Az ókori Mezopotámiában a halottkultuszokat  kispu-nak hívták. Ez a kultusz elsősorban az elhunyt rokonok köré fonódott és többnyire az elhunyt legidősebb fia végezte el. Sumer nézet szerint ha az élők nem teljesítették az eltávozott személy lelkének igényeit, akkor azok visszatértek, azaz a kultusz nélkül a halottak lelkei rosszindulatú természetfeletti erőkké válhattak.

## Görögország
Az ókori görög hőskultusz ugyancsak halottkultusz volt.
Az eredeti értelemben a hős meghalt és félistenné vált ős volt, akit szentélyben imádtak, hogy segítse az élőket. A hősök az istenek és a halandók közötti helyet foglalták el. A halandók állatokat és növényeket áldoztak fel a hősök sírjain, hogy beavatkozzanak és kapcsolatba lépjenek az istenekkel a nevükben.